# William Henry Lang
Prof. William Henry Lang (12 de mayo de 1874–29 de agosto de 1960) fue un botánico, micólogo y ficólogo inglés. Era hijo de Thomas Lang, médico practicante, fue educado en la Escuela Pública de Dennistoun, en Glasgow, y luego es aceptado en la Universidad de Glasgow, donde se graduó con un B.Sc. (Hons) en botánica y zoología, en 1894. Calificó para la medicina, en 1895, pero nunca se convirtió en médico en ejercicio, pero gracias a su propio entusiasmo y al estímulo de su maestro Frederick Orpen Bower , en lugar de eso se convirtió en un botánico profesional. Su primera investigación fue sobre estructura de helechos, ya que Bower era al parecer una autoridad, y Lang pronto lo siguió en ese sentido. Se trasladó a estudiar en el Laboratorio Jodrell, gracias a una beca Robert Donaldson, en 1895, donde se centró en la apomixis de helechos, descubriendo un esporangio en el protalo de un helecho; en un momento en que los biólogos estaban explorando medios alternativos de reproducción en las plantas.
En 1899, realiza exploraciones botánicas a Sri Lanka y a la Malasia británica para estudiar criptógamas tropicales, y colectando muestras, retornando a Bretaña en 1902, cuando se convirtió en profesor de la Universidad de Glasgow; mientras trabajaba en estrecha colaboración con David T. Gwynne-Vaughan y con Bower, con los tres unidos y conocidos como el "triunvirato". Luego del deceso de Gwynne-Vaughan en 1915 estudió plantas preservadas remanentes en Aberdeen, haciendo grandes avances en la naturaleza de Psilophyton, que hasta entonces habían sido descuidados. En 1900, es galardonado con un grado de Doctor en Ciencias en la Universidad de Glasgow, y cuando la "silla Barker en botánica criptogámica" se creó en la Universidad de Mánchester, Lang fue el primero elegido. Tomó posesión de su cargo en 1909 y se casó con su prima hermana, Elsa Valentine, al año siguiente. Después de su retiro se mudó a Westfield, debido a la mala salud de su esposa, que falleció en 1959 , y él siguió apenas un año después, el 29 de agosto de 1960.

## Honores
- 1911, electo miembro de la Royal Society
- 1931, Medalla Royal por 'su obra en la anatomía y morfología de fósiles de helechos, como el de Old Red Sandstone.'[3]
- 1932, LLD honorario de la Universidad de Glasgow
- 1942, LLD de la Universidad de Mánchester
- Miembro extranjero de la Real Academia de las Ciencias de Suecia

### Epónimos
- (Hyacinthaceae) Urginea langii Bremek.[4]

- La abreviatura «W.H.Lang» se emplea para indicar a William Henry Lang como autoridad en la descripción y clasificación científica de los vegetales.[5]